# La pelle nera/Se mi vuoi sempre bene
La pelle nera/Se mi vuoi sempre bene è un singolo del cantante Nino Ferrer, pubblicato su disco a 45 giri dalla Riviera nel 1967.
I due brani sono contenuti nell'album Agostino Ferrari ovvero Nino Ferrer.

## La pelle nera
La pelle nera, conosciuta popolarmente anche come Vorrei la pelle nera, è il titolo del brano sul lato A del disco. La canzone, scritta da Nino Ferrer, è un brano di genere rhythm'n'blues ed è un inno alla musica nera ed ai cantanti afro-americani di quegli anni. Ferrer, infatti, nella canzone afferma di volere la pelle nera citando direttamente personalità di rilievo del mondo della musica blues e soul, come Wilson Pickett, Ben E. King, Ray Charles e James Brown.
La canzone ha anche toni antirazzisti e viene citato Orval Faubus, all'epoca governatore dell'Arkansas e noto per le sue posizioni contro gli studenti afro-americani.
La canzone è stata riproposta dallo stesso Nino Ferrer nel 1989 alla manifestazione canora televisiva Una rotonda sul mare.

### Cover
Nel 1988 La pelle nera è stata ripresa dagli Statuto, che l'hanno incisa nel loro album di debutto Vacanze, pubblicato dalla Toast Records. 
Nel 1989 Mina la incide per il suo album di quell'anno Uiallalla. 
La canzone ha vissuto un secondo momento di fama nei primi anni novanta, quando era proposta più volte nella trasmissione Non è la RAI in versioni sempre diverse e cantate alternativamente da molte delle ragazze protagoniste del programma. Fra queste versioni le due cover più celebri sono state pubblicate: la versione cantata da Sabrina Marinangeli è inclusa nella prima compilation della trasmissione, mentre la versione di Pamela Petrarolo è stata pubblicata nella compilation Non è la Rai estate, nel 2018 la stessa Petrarolo ne esegue una nuova cover che viene inserita nel suo terzo album A metà. Nel 2004 Jerry Calà ne ha pubblicato un nuovo arrangiamento nell’album Gran Calà - Anni '60 (Azzurra Music, TBP11194).

## Se mi vuoi sempre bene
Se mi vuoi sempre bene è la cover di It's a Man's Man's Man's World di James Brown, al quale viene fatto riferimento, appunto, nella stessa canzone di Ferrer La pelle nera; il testo in italiano è di Daniele Pace. L'anno precedente la canzone era stata incisa da Lucio Dalla nel suo album 1999 con il titolo diverso, Mondo di uomini, così come il testo, scritto da Sergio Bardotti e Luigi Tenco.
Per un errore, mentre sul 45 giri le informazioni sono corrette, nell'album Agostino Ferrari ovvero Nino Ferrer sono stati riportati come autori quelli della versione di Dalla, Bardotti e Tenco, al posto di Pace.

## Tracce
1. La pelle nera – 3:32
2. Se mi vuoi sempre bene – 3:20

## Classifiche
| Classifica (1967)                     | Posizione |
| ------------------------------------- | --------- |
| Classifica dei singoli italiana       | 19        |
| Classifica di fine anno italiana 1967 | 100       |